# Cratere Luga
Luga  è un cratere sulla superficie di Marte.